# Boianovo, Iambol
Boianovo (în bulgară Бояново) este un sat în comuna Elhovo, regiunea Iambol,  Bulgaria. 

## Demografie
Componența etnică a satului Boianovo
     Bulgari (86,14%)
     Nicio identificare (12%)
     Altele (1,85%)
La recensământul din 2011, populația satului Boianovo era de 700 locuitori. Din punct de vedere etnic, majoritatea locuitorilor (86,14%) erau bulgari. Pentru 12,0% din locuitori nu este cunoscută apartenența etnică.